# Loes Smeets
Loes Smeets (13 november 1988) is een Nederlandse voetbalster. Zij speelde van 2007 tot en met 2008 betaald voetbal in het shirt van FC Utrecht. Smeets is van beroep fysiotherapeut.